# Andrea Gyarmati
Andrea Gyarmati (ur. 15 kwietnia 1954 w Budapeszcie) – węgierska pływaczka. Dwukrotna medalistka olimpijska z Monachium.

## Życiorys
Specjalizowała się w stylu grzbietowym i stylu motylkowym. Na Letnich Igrzyskach Olimpijskich w 1972 rozegranych w Monachium, wywalczyła srebro oraz brąz. Wcześniej, w wieku zaledwie 14 lat, brała udział w Letnich Igrzyskach Olimpijskich w 1968, które odbyły się w Meksyku. Była medalistką mistrzostw świata i Europy oraz rekordzistką globu. W 1995 została przyjęta do International Swimming Hall of Fame.
Jej ojciec Dezső Gyarmati był reprezentacyjnym waterpolistą, a matka Éva Székely złotą medalistką Letnich Igrzysk Olimpijskich z 1952 oraz trenerką córki. Była żoną kajakarza Mihála Hesza.

## Starty olimpijskie
Monachium 1972
- 100 m grzbietem –  srebro
- 100 m motylkiem –  brąz